# Reserva índia Soboba
La reserva índia Soboba és una reserva índia de la tribu reconeguda federalment Banda Soboba d'indis luiseños amb seu al comtat de Riverside, Califòrnia. Fou establerta el 18 de juny de 1883 a San Jacinto (Califòrnia).

## Comunitat
Els membres de la Banda Soboba dels indis luiseño han construït una comunitat auto-sostenible. El seu treball inclou l'agricultura i l'entreteniment. A causa de les empreses que han creat, l'economia de Soboba és forta. La tribu ha construït les seves pròpies escoles, incloent Noli Indian School, on ensenyen els dotze graus. També han creat organitzacions sense ànim de lucre i una organització de caritat amb els diners que han obtingut de tots els seus negocis.

## Economia

### Agricultura
El Soboba van començar la seva economia amb l'agricultura, a partir dels albercocs. Amb el temps van desenvolupar la terra i la terra que envolta la reserva. Els membres de la tribu es van obrir camí fora de la seva comunitat i començaren a treballar en la indústria dels cítrics Aquesta indústria agrícola els va permetre construir la seva economia i expandir-la.

### Casino de Soboba

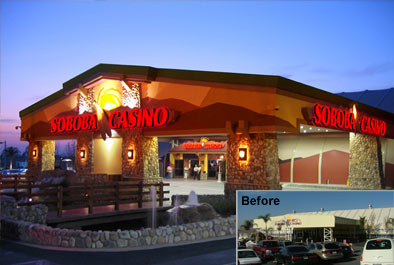
Casino de Soboba, 2007,

El Soboba establiren un casino per a obtenir beneficis. El seu avantatge prové a causa de les lleis de joc de Califòrnia. Van ser capaços d'operar un casino en la mesura que es va quedar a la reserva. La ubicació de la casino és una altra gran avantatge, ja que està a uns 100 quilòmetres fora de Los Angeles, Califòrnia. Moltes persones de tota Califòrnia venen al casino. El Casino de Soboba és la major font d'ingressos de la tribu, i segueix creixent cada dia.

### Indústries d'entreteniment
Soboba també ha desenvolupat un club de camp, on se celebren torneigs de golf i compta amb un complex d'apartaments. Aquest complex va obrir maig de 2008 i convoca el Soboba Golf Classic, un important torneig de golf a Califòrnia Aquesta és una altra gran font d'ingressos per a la tribu.

## Govern tribal

### Inscripció
La pertinença a la tribu està determinada només per naixement. Tot i que un membre no està obligat a viure o haver nascut a la reserva, ha de ser descendent d'un altre membre. Ser un membre de la tribu dona dret als drets de vot per al govern de la tribu.

### Jerarquia
El govern és administrat per cinc membres del consell tribal. El president tribal és la més alta posició de poder i és escollit pel vot popular dels altres membres de la tribu. El vicepresident, secretari, tresorer i membres en general es posen en posició per la demanda del consell elegit. El govern tribal pren les decisions empresarials i les lleis de la reserva Soboba. Les eleccions se celebren com als Estats Units, i les butlletes estan disponibles sota autorització prèvia autorització.